# Serdarova kuća u Vrgorcu
Serdarova kuća, kuća u gradu Vrgorcu, zaštićeno kulturno dobro.

## Opis dobra
Nalazi se iza stambeno-obrambenog sklopa sklopa Elezovih kuća. Od Serdarove kuće ostali su samo ostatci. Predstavljaju spoj fortifikacijske arhitekture s obilježjima pučke arhitekture, a potječu iz bogate građevinsko-fortifikacijske aktivnosti iz druge polovice 17. stoljeća.

## Zaštita
Zajedno s Elezovim kućama čini cjelinu koja je pod oznakom Z-3822 zavedena kao nepokretno kulturno dobro - pojedinačno, pravna statusa zaštićena kulturnog dobra, klasificirano kao "stambene građevine".